# Castell Arnallt
Castell Arnallt, nogle gange omtalte som Castle Arnold, er en tidligere borg, der ligger nær landsbyen Llanover i Usk-dalen i Monmouthshire, Wales, omkring 6,5 km sydøst for Abergavenny. Det var en befæstet herregård eller llys, for Seisyll ap Dyfnwal, lord af Kongeriget Gwent eller Gwent Uwchcoed, før den blev ødelagt efter Seisyllog en del af hans folk blev dræbt ved Abergavenny Castle af William de Braose i 1175. Jorden bliver nu brugt til landbrug, og der er ingen synlige dele af af Castell Arnallt.